# 유로콥터 AS332
에어버스 헬리콥터 H215(Airbus Helicopters H215) 또는 구명칭 유로콥터 AS332 슈퍼 퓨마(Eurocopter AS332 Super Puma)는 유럽판 블랙호크에 해당하는 헬리콥터이다. 블랙호크와 같이 최대이륙중량 10톤의 다목적 헬리콥터이다. 대한민국의 수리온의 개발원형이다. 원래 프랑스의 에어로스페시알사가 만들었다. 지금은 유로콥터의 제품이다. 퓨마헬기를 확대개량한 것이다.
군사용으로는 쿠거헬기와 슈퍼쿠거가 있다. 1990년에 모든 군사용 슈퍼 퓨마의 제식번호가 AS 332 슈퍼 퓨마에서 AS 532 쿠거로 변경되었다. 이것은 민수용과 군용을 구별하기 쉽게 하기 위함이었다.

## 사용국가

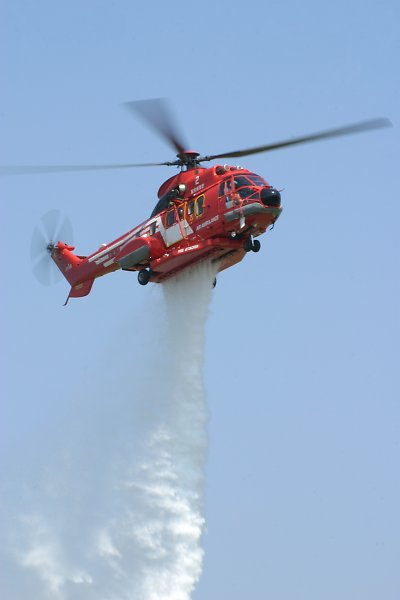
일본 AS332 소방구조헬기

- 군사용 슈퍼퓨마는 쿠거헬기 참조.

| - 오스트레일리아 - 아제르바이잔 - 브라질 - 독일 - 핀란드 - 노르웨이 | - 중국 - 캐나다 - 홍콩 - 아이슬란드 - 일본 - 말레이시아 | - 대한민국 - 모로코 - 영국 - 미국 - 푸에르토리코 |

## 제원 (AS332 L2)
정보의 출처: Jane's All The World's Aircraft 1993-94
일반 특성
- 승무원: 2
- 용량: 24 passengers plus attendant
- 길이: 16.79 m (including tail rotor) (55 ft 0½ in)
- 로터직경: 16.20 m (53 ft 1½ in -rotates clockwise)
- 높이: 4.97 m (16 ft 4 in)
- 원판면적: 206.12 m² (2,217 ft²)
- 공허중량: 4,660 kg (10,274 lb)
- 유효탑재량: 4,490 kg (9,899 lb)
- 최대이륙중량: 9,150 kg (20,172 lb)
- 엔진: 2× Turbomeca Makila 1A2 turboshaft, 1,376 kW (1,845 shp)  각각

성능
- 초과금지속도: 327 km/h (177 knots, 203 mph)
- 최대속도: 277 km/h (150 knots, 172 mph) (max cruise)
- 순항속도: 247 km/h (133 knots, 154 mph) (econ cruise)
- 항속거리: 851 km (460 nmi, 529 mi)
- 상승한도: 5,180 m (16,995 ft)
- 상승률: 7.4 m/s (1,447 ft/min)

## 같이 보기
- IAR-330
- 시코르스키 S-92
- 밀 Mi-38
- 밀 Mi-17